# Nordlig glansknäppare
Nordlig glansknäppare (Ctenicera cuprea) är en skalbaggsart som först beskrevs av Fabricius 1775.  Nordlig glansknäppare ingår i släktet Ctenicera, och familjen knäppare. Enligt den svenska rödlistan är arten otillräckligt studerad i Sverige. Arten förekommer i Övre Norrland. Artens livsmiljö är jordbrukslandskap.

## Bildgalleri

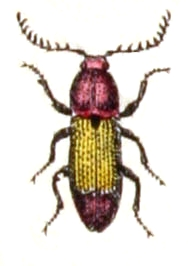
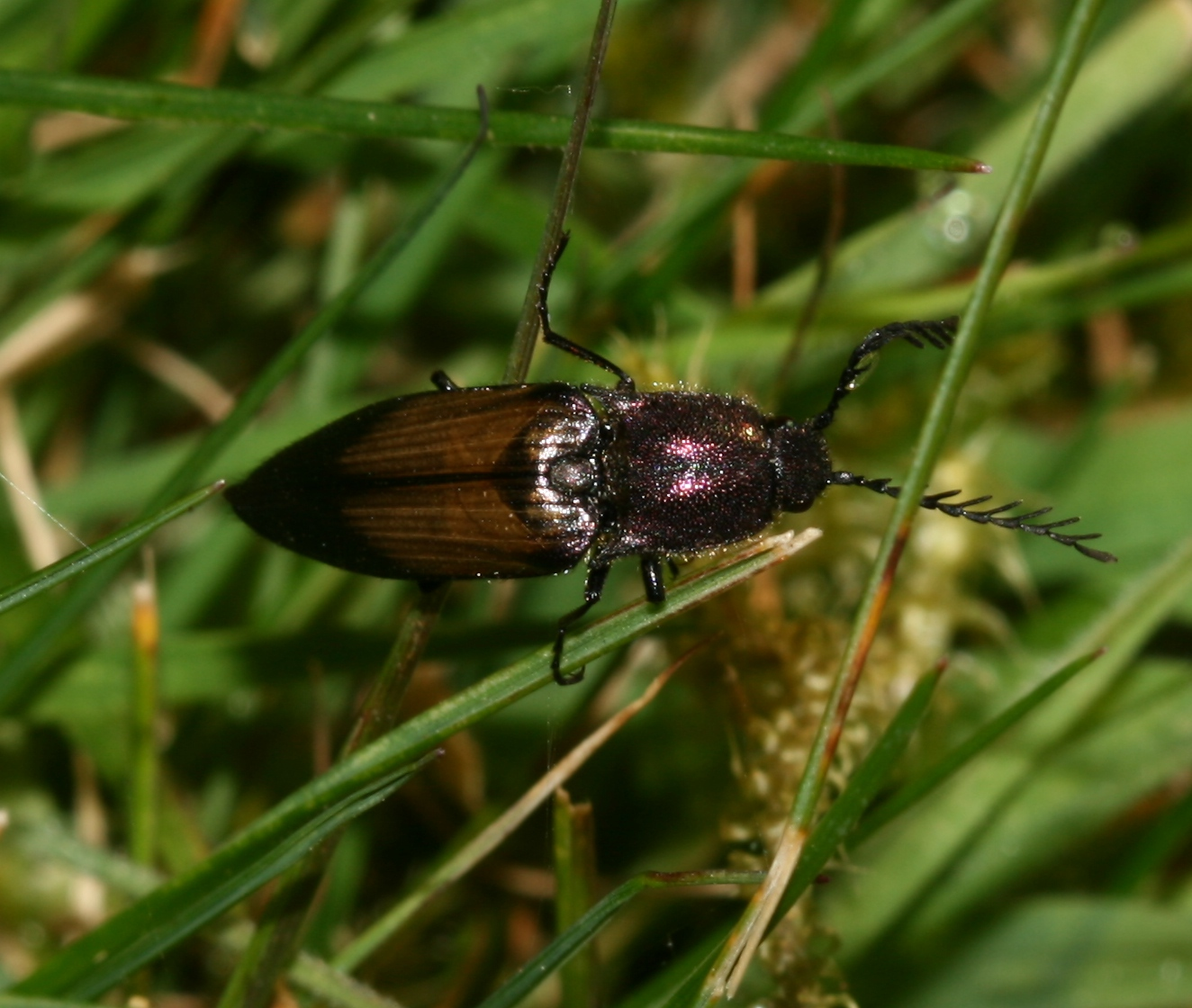
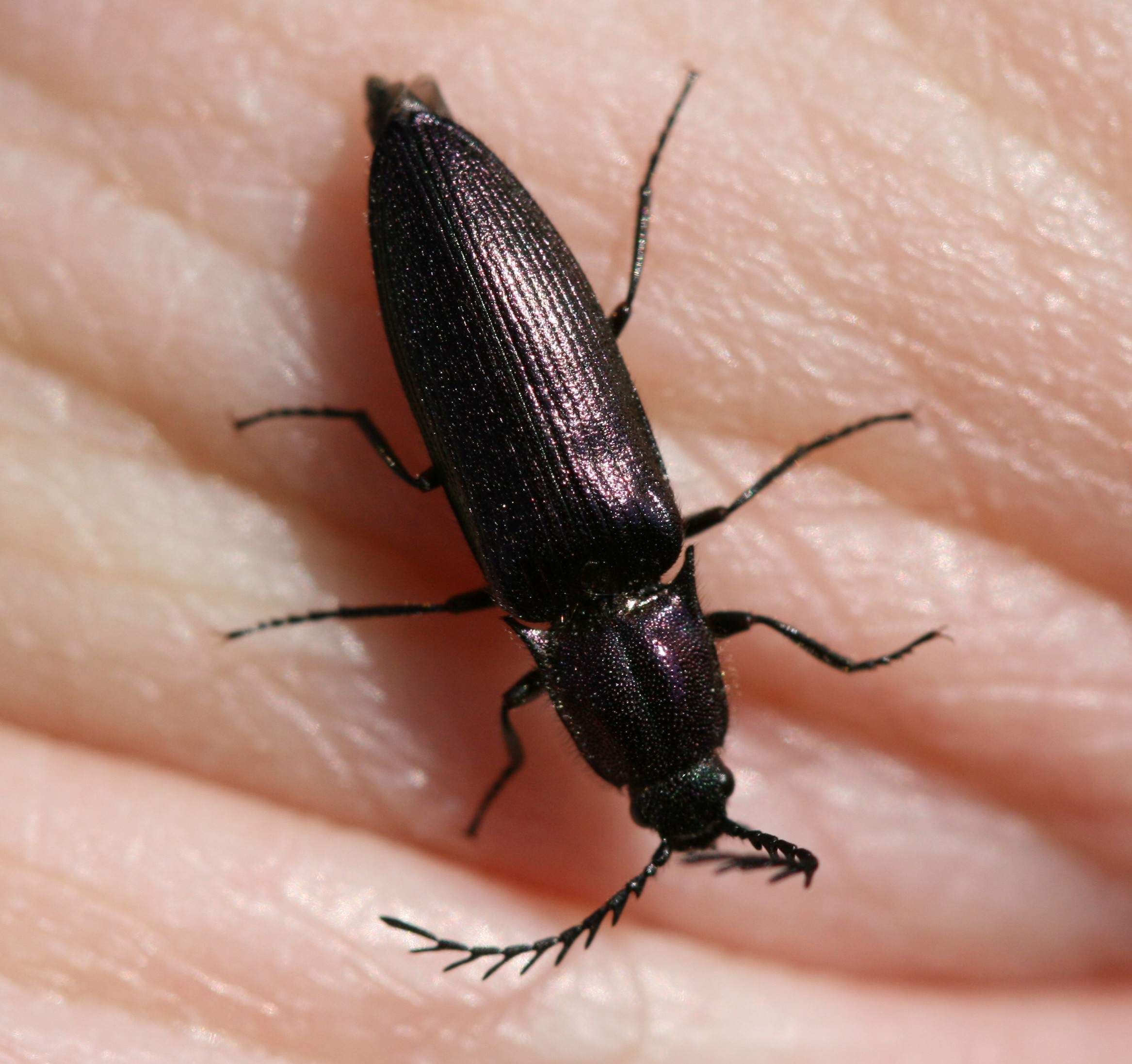
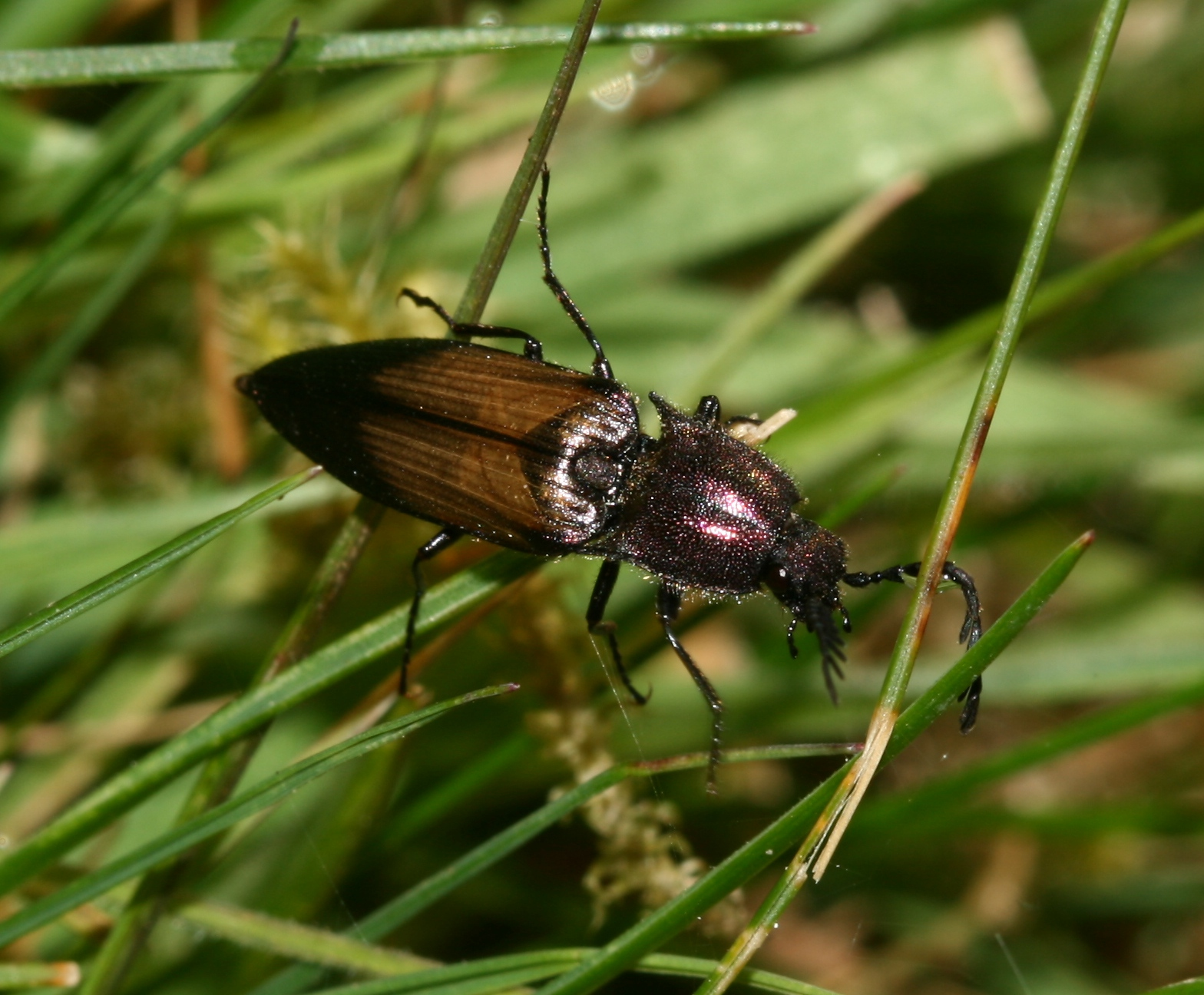
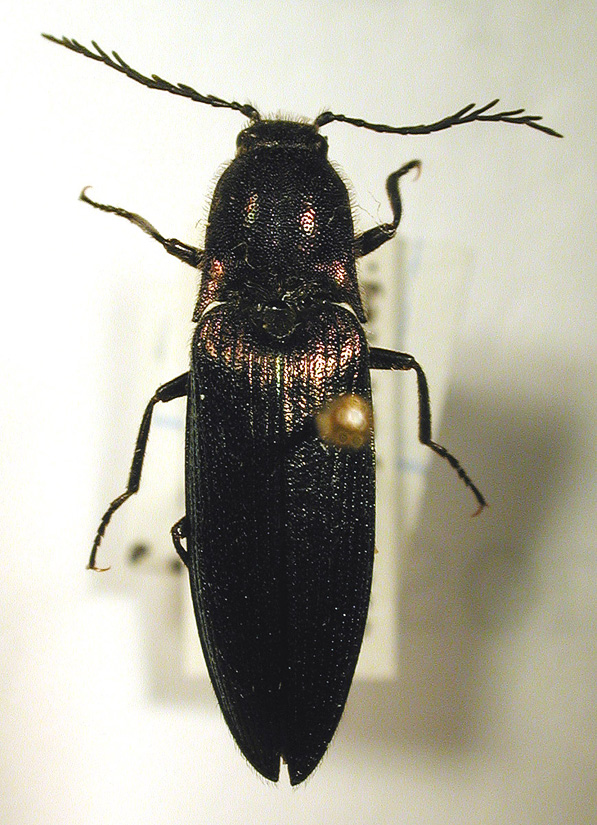